# Jo Joyner
Jo Joyner née le 24 mai 1977 dans l'Essex, est une actrice britannique. Elle est notamment connue pour incarner Tanya Branning dans EastEnders diffusé sur la BBC, feuilleton dans lequel elle apparait depuis juin 2006, mais aussi par ses nombreux rôles récurrents à la télévision.

## Biographie
Jo Joyner est née dans l'Essex, mais a grandi près de Banbury dans l'Oxfordshire. Elle est la fille d'Anne (née McCormick) et Peter Joyner. Elle a un frère aîné, Dan.

## Vie privée
Joyner vie à Londres avec son mari, l'acteur Neil Madden. Ils se sont mariés le 14 juillet 2007 et résident à Londres.
En 2008, Jo a dit à tous les utilisateurs d'Internet qu'elle avait bloqué ses comptes Facebook, MySpace et Bebo, quand il a été révélé que certaines personnes écrivaient des articles sur elle complètement faux.
Joyner a annoncé en juillet 2009 qu'elle était enceinte de faux jumeaux à la suite d'une fécondation in vitro. Le 7 décembre 2009, elle a donne naissance à un petit garçon, Freddie, et à une fille Edie.

## Filmographie

### Cinéma
- 2001 : Raw : Lex
- 2001 : Fresh from the Coast : Elsie Haworth
- 2002 : It's Your Movie : Penny
- 2002 : The Life Class : Alice
- 2002 : The One with the Oven : Sam
- 2002 : Good Thing : Maeve
- 2002 : Bottle Blonde and Beautiful : Denise
- 2003 : Traffic and Weather : Sophie
- 2015 : The Process : Zoe / Anne
- 2016 : Blake in Lambeth : Catherine Blake
- 2020 : Queen Bee : Laura / Stella

### Télévision

#### Séries télévisées
- 2000 :  Always and Everyone : une infirmière (2 épisodes)
- 2001 : The Cops : Carly Eaden (2 épisodes)
- 2001 : Heartbeat : Anna Young
- 2002 : Clocking Off : Tina
- 2002–2003 : Ed Stone Is Dead : Lisa (13 épisodes)
- 2003 : Serious and Organised : Louise Adamson
- 2003 : MI-5 : Stephanie Mills
- 2003 : Affaires non classées : Cathy Mottram (2 épisodes)
- 2003 : Family : Lucy
- 2004–2006 : No Angels : Beverly 'Beth' Nicholls (26 épisodes)
- 2004 : Fat Friends : Kirsty Grigg
- 2004 : Three Ivans, Two Aunts and an Overcoat : Masha (6 épisodes)
- 2004–2006 : Green Wing : Kim Alabaster (18 épisodes)
- 2004 : North and South : Fanny Thornton (4 épisodes)
- 2005 : Doctor Who : Lynda (2 épisodes)
- 2005 : Swinging : Patty Edwards / divers rôles (7 épisodes)
- 2006–2011 : EastEnders : Tanya Jessop / Tanya Cross (679 épisodes)[1]
- 2007–2008 : Singles Files : Katie / Beverley (5 épisodes)
- 2011 : Candy Cabs : Jackie O'Sullivan (3 épisodes)
- 2013 : Moving On : Theresa
- 2014 : Trying Again : Meg (8 épisodes)
- 2014 : Les enquêtes de Murdoch : Cecily McKinnon (2 épisodes)
- 2015 : Ordinary Lies : Beth
- 2015 : The Interceptor : Lorna (8 épisodes)
- 2015–2016 : Marley's Ghosts : Vicar (9 épisodes)
- 2016 : The Confessions of Dorian Gray : Constance Wilde (4 épisodes)
- 2016–2017 : Mount Pleasant : Jayne (10 épisodes)
- 2017 : Porters : Dr. Kelly (3 épisodes)
- 2017 : Be Lucky : Ruth (6 épisodes)
- 2017–2021 : Ackley Bridge : Mandy Carter (30 épisodes)
- 2018–2022 : Shakespeare & Hathaway : Private Investigators : Luella Shakespeare (40 épisodes)
- 2018 : Hang Ups : Clare Maynard
- 2019 : The Reluctant Landlord : Sarah
- 2021 : Ne t'éloigne pas : Erin Cartwright (8 épisodes)[2]

#### Téléfilms
- 2002 : Night Flight : Brigitte
- 2004 : Pretending to Be Judith : une assistante